# Dana Brunetti
Dana Brunetti (Virgínia, 11 de junho de 1973) é um empresário e produtor cinematográfico americano. Como reconhecimento, foi nomeado ao Oscar 2014 na categoria de Melhor Filme por Captain Phillips.